# Olfersia alata
Olfersia alata là một loài dương xỉ trong họ Dryopteridaceae. Loài này được C. Sánchez & García Caluff mô tả khoa học đầu tiên năm 1991.
Danh pháp khoa học của loài này chưa được làm sáng tỏ. 